# 河谷系统

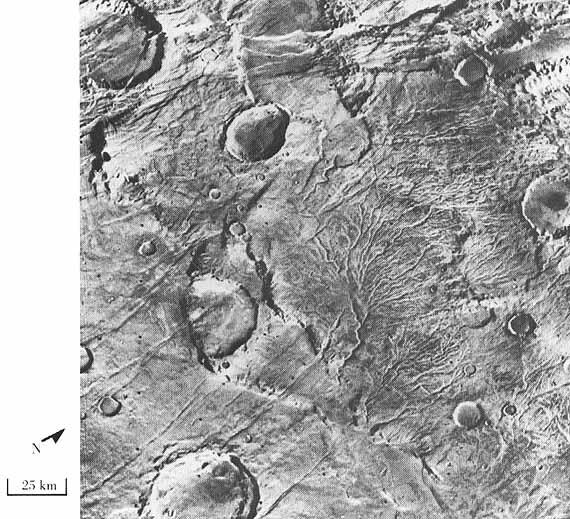
海盗号轨道飞行器看到的陶玛西亚区分支河谷系统，视场宽度约200公里。

河谷系统（Valley networks）是火星表面类似地球河流流域的枝状分支谷道，主要切入在火星南部高地地形中，通常（尽管并非总是）形成于诺亚纪时期（约40亿年前）。单条河谷宽度一般不到5公里，但长度可能会在火星表面绵延数百甚至数千公里。
河谷系统的形式、分布和所隐含的演变对我们了解有关火星表面液态水及气候的变迁史极为重要。一些研究者认为，谷系的特性要求古代火星上必须存在活跃的水循环，虽然这一观点仍有争议。反对意见主要来自火星古气候模型重现的结果，该模型表明火星上从未有过足够高的气温气压来维持表面的液态水。
过去十年来，高分辨率成像科学设备、热辐射成像系统和卫星背景相机以及火星轨道器激光高度计数字地形模型所提供的高分辨率表面图像极大地提高了我们对河谷系统的理解。

## 类型

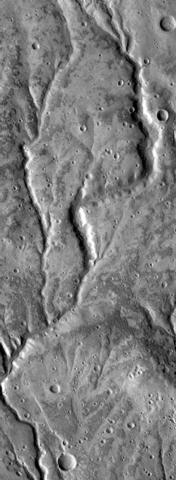
热辐射成像系统拍摄的瓦伊哥谷附近部分河谷系统，图像长度约50公里。

河谷系统通常较为狭窄（<0.5–4公里），深约50–200米，且随谷道的延伸而变化，其截面形状呈现从上游V型向下游U型演变的趋势。单条河谷形成相互连接的分支谷系，通常不到200公里长，流入当地低洼地形。分支谷的外观通常被描述为“短粗型”或类似术语，这意味着它距离干流和盆状源头端不远。许多研究者描述谷系的流域密度通常远低于地球上的河网密度，但文献中也提到了这可能是由图像分辨率、地貌退化或观察偏差造成的人为影响。
然而，最近的图像也强调，“河谷系统”一词包含了火星不同地质环境中，大量规模不等形态不同的河谷。所有比溢出河道小的分支谷系都可被称为河谷系统，可能包含了各种各样的地貌形成过程，一些谷系在火星表面延伸超过2000公里，有些其下游宽度可能会改变，有些地方的谷系密度则确实与地球上的相类似，目前存在较窄、较浅的河谷系统，但可能比较大的谷系更罕见。
在大多数河谷系统中，后来的风成作用堆积在谷底的风积物，掩盖了它们是被切割出的河道性质。在地球上，河谷是一条被携带着冲刷物的水流侵蚀出的平坦凹地。然而，火星上由于后来的沉积物，几乎所有的河谷系统，都不清楚谷底是否含有单独的河道结构，或者它们是否完全已被淹没。纳内迪谷则是一个罕见的特例，在那里已识别出了一条河道，尽管随着时间的推移，新的更高分辨率图像再次显示出火星上更多的此类结构，这解释了文献中对“河谷系统”而非“河道系统”一词的偏好，但在一些文章中对这些结构的描述往往会发生混淆。

## 分布和年代

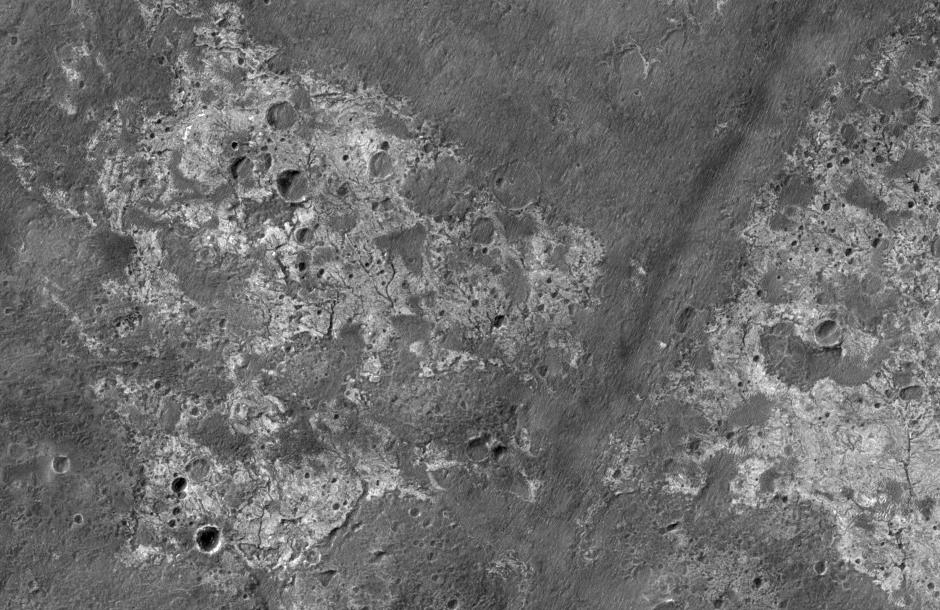
坎多尔峡谷附近更精细的河谷系统，由高分辨率成像科学设备拍摄（点击缩放），视野范围约3.5公里宽。被切开的河谷表面似乎正在被侵蚀。

河谷系统高度集中在火星坑洼的南部高地中，北半球赫斯珀里亚纪熔岩平原总体上几乎完全没被切割。然而，这一概括仍有很多例外—特别是许多赫斯珀里亚纪和更年轻的火山以及其他数个地区都分布有谷系，与高地河谷（如纳内迪谷）相比显得更“清新”，退化程度更低。
然而，在比这更精细的尺度上，存在的河谷分布则高度分散和不连续。高地河谷及谷系区内，紧邻几乎完全未改变过的表面，常可见到被交错切割的斜坡。河谷的分布也呈现明显的区域性，阿拉伯台地西北、希腊平原西南和东南部几乎没有切割作用，但在辛梅利亚高地和赤道以南东径20度至东径180度之间则有很多，它们在更陡峭的斜坡上也更为突出，例如在撞击坑边缘，但同样可能只出现在此类陨坑边缘的一侧。
遗憾的是，单个谷系区的范围通常较小，且组成它的河谷相对狭窄，这意味着用传统的撞击坑计数技术来测定河谷系统年代非常困难（尽管并非不可能）。诺亚纪南部高地的河谷集中度以及赫斯珀里亚纪北部平原上的稀疏性，结合诺亚纪末期火星全球侵蚀率呈指数级下降的独立估计，可能表明大部分谷系形成于这一阶段的早期。然而，赫斯珀里亚纪地表上的河道明确表明，形成河谷的作用至少在诺亚纪之后的一段时间内，在某些地区确实仍在继续，一些陨石坑计数的证据甚至表明，部分高地谷系可能形成于亚马逊纪。

## 火星气候史的形成和影响

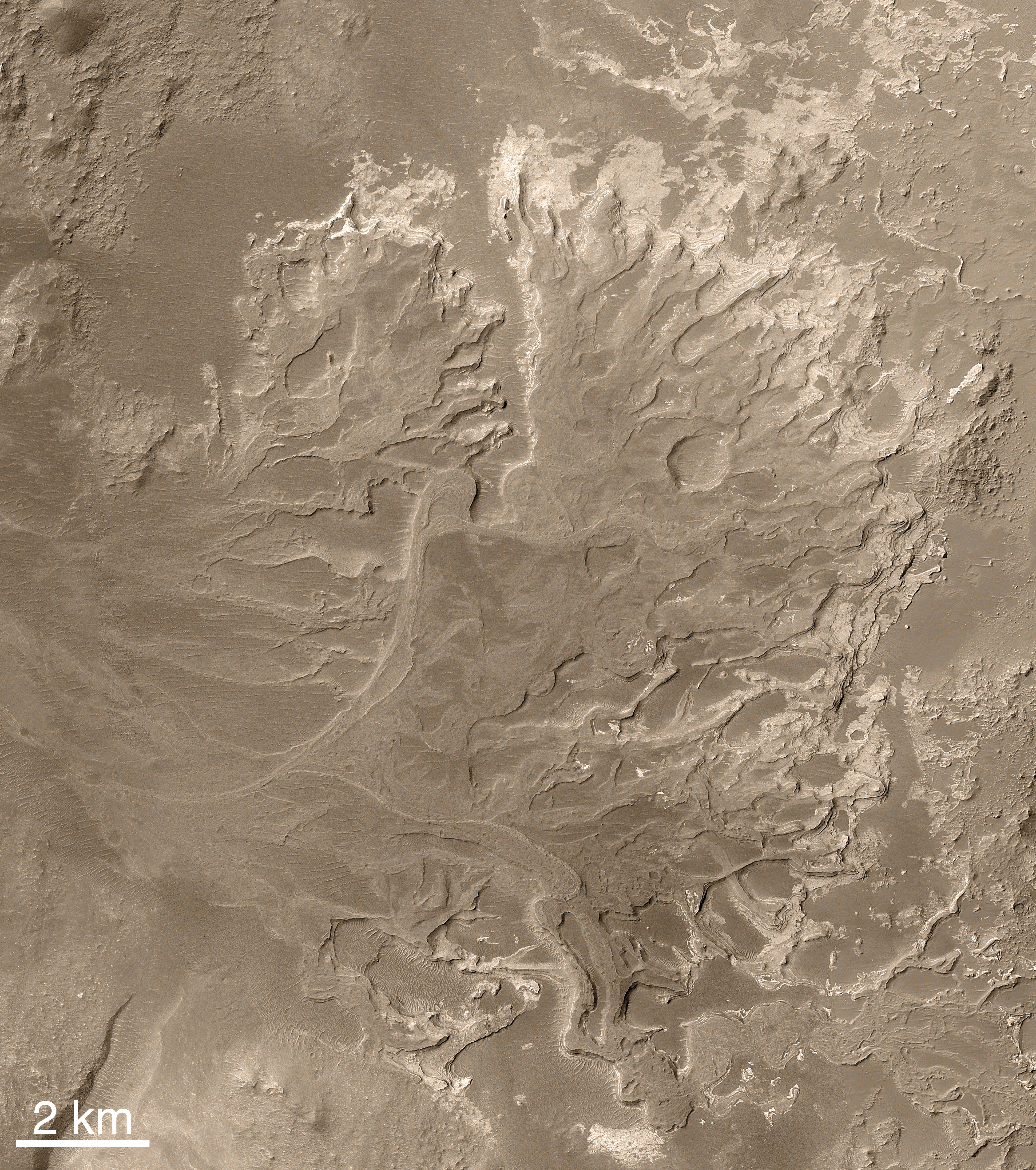
火星全球探勘者号拍摄的埃伯斯瓦尔德撞击坑内的三角洲，请注意带冲决口的曲流道，现可看到倒转地形。

河谷形成的机制和隐含的环境仍有争议，在某些谷系的形成过程中，冰川、滑坡、断层活动和二氧化碳、风蚀和熔岩等多种侵蚀作用都曾在某个时刻参与其中，并可能在火星某些局部区域发挥过重要作用。然而，大多数研究者都同意，液态水一定在大多数河谷的形成中发挥了作用，这主要根据已知火星上广泛分布的水冰，以及液态水的物理属性（例如黏度）所推测出，液态水几乎是唯一可让它以溪流形式向下流淌数千公里的流体。某些谷系（如埃伯斯瓦尔德撞击坑中）尽头被解释为侵蚀三角洲的河道特征也与水流形成的构造有着独特的联系，如带有裁弯取直决口的蜿蜒河道，其内部一致性的水力几何结构，与地球上出现的河流通道非常接近。独立证据还表明，在过去不同时期，火星表面曾存在过液态水或非常接近液态水，例如子午线高原的蒸发岩和哥伦比亚丘陵岩石的普遍水蚀变，这两种情况都被火星探测漫游者勘测到。
此外，还提出了数种不同的情况以进一步解释河谷在空间和时间上的形状及分布。河谷系统形成时，火星古气候对每一处谷系都有着不同影响，其中一些总结如下。同样值得强调的是，就如地球上一样，不同的形成机制可能在火星表面不同的时间和地点发挥着作用。
2020年8月，科学家们报告称，火星南部高地的河谷系统可能主要是在冰川下形成，而非由自由流动的河流所冲刷，这表明早期火星比想象的要更冷，而且在过去可能发生过大规模的冰川作用。

### 1、一切依旧，冰下地下水：“寒冷干燥的火星”
该模型旨在描述河谷系统的形成，而不考虑所存在的条件或作用过程与现今所知的火星不同。模拟表明，即使在现代条件下，地表也可能发生地下水渗漏，但会很快冻结。但按照这种推论，冰盖可以很好地隔绝下方流动的水流，使它能长距离流动（以及相关的侵蚀），就像在熔岩管里流动的熔岩一样。
火星河谷通常具有像地球上常与地下水侵蚀有关的许多特征（尽管并非唯一），譬如，圆弧形谷头陡壁、恒定的下游谷宽、平坦或U形谷底及陡峭的崖壁。但是，如果假定产生这种渗漏的含水层没有某种补给机制，即某种水循环，那么就极不可能有足够的渗出水来切割出所有的诺亚纪河谷。尽管如此，这一基本模型可能仍有助于理解后来在赫斯珀里亚纪和亚马逊纪形成的更有限河谷。

### 2、地下水来源，水循环：“寒冷潮湿的火星”
它是在寒冷干燥火星模型基础上增添了早期历史中可能存在地下含水层补给机制的因素。因此，需要诺亚纪时期火星上能保持某种长期持续的水循环，但并不明确要求这种水是液体或是落下的降水。这意味着根据当前的气候模型，火星在其早期历史中不一定非要是温暖的（即高于冰点）。

### 全球地下水循环
有人提出，在地质史跨度上，含水层可通过冻结渗出物的升华、蒸汽向南极冰盖的大气循环并再沉积到冰盖、以及冰层下的基底融化和全球范围内的地下水循环来补给。这种机制很有吸引力，因为它几乎不需要对过去完全不同的气候进行推测，也很符合有关火星溢出河道起源的理论，即溢出河道所位于的混沌地形带是含水层的主要决口处。然而，该机制提供的静压高差无法为众多高度位于南极极冠以上的河道供水。

### 局部地下水循环
一种相关模型表明，局部产生的热量可通过侵入性火山作用或撞击加热产生局部规模的地下水渗漏和补给。但这一版本很难解释更长、更大的河谷系统—如果水流远离热源数百或数千公里，地面将会再次冻结，则无法再次获得水源补充。

### 3、完整活跃的水循环：“温暖湿润的火星”
许多诺亚纪河谷系统具有的特征强烈表明其起源于分布式降水：分支系统、始于狭窄顶部的河谷、V 形横截面、山坡上的扩散行为。相反，仅靠地貌证据很难反驳降水成因的强力论点。降水还为地下含水层提供了一种直接的补给机制，无疑确实会形成地下含水层，并且在某些情况下还是很主要的（如在地球上）。这种降水可能以雨或雪的形式出现（随后在地表融化），但两者都需要比目前更温暖潮湿、更稠密的大气层。对岩石风化率、诺亚纪火山湖泊和着陆点诺亚纪地质的独立观测也支持了一个更温暖、更湿润的诺亚纪。
该模型的主要不足之处在于很难可靠地模拟出温暖潮湿的诺亚纪气候环境，这主要是与地球相比，太阳与火星间的距离较远，以及太阳系早期的太阳光较弱。此外，使气候变暖的二氧化碳-水温室气体，应该会留下大量碳酸盐岩沉积物，而这些沉积物尚未被发现。维持这种大气足够的长时间来形成河谷也存在问题，因为火星上如此普遍的未风化玄武岩应该会形成极其有效的碳吸存，特别是在表面潮湿的情况下，而火星早期史中来自太空的持续撞击也会很快剥离掉所有的大气层。
解决这种明显矛盾的方案可能包括不需要持续二氧化碳-水温室气体的奇异机制，如火山作用或撞击引起的间歇性加热。其他的可能（除了对地质学和地貌学的误解外）是气候模型的物理或边界条件有缺陷—太阳照射比当前理论预测的更强，关于痕量（但强大）温室气体的假设存在瑕疵，或对二氧化碳云的参数设定不正确。
然而，额外的痕量气体以及二氧化碳可能已解决了这一矛盾。2014年，拉米雷斯（Ramirez）等人表明，二氧化碳-氢气的温室效果强度足以产生出形成河谷时所需高于冰点的温度。随后发现，这种二氧化碳-氢气温室效果比拉米雷斯等人最初展示的更有效，当氢浓度和二氧化碳气压分别低至1%和0.55巴时，气候则有可能会变暖。